# Muxas
Muxas är en ort i Azerbajdzjan.   Den ligger i distriktet Oğuz Rayonu, i den centrala delen av landet, 220 km väster om huvudstaden Baku. Muxas ligger 766 meter över havet och antalet invånare är 1 058.
Terrängen runt Muxas är kuperad åt sydväst, men åt nordost är den bergig. Närmaste större samhälle är Oğuz, 7,6 km sydost om Muxas. 
I omgivningarna runt Muxas växer i huvudsak lövfällande lövskog. Runt Muxas är det ganska glesbefolkat, med 34 invånare per kvadratkilometer.